# Novoselec
 Novoselec  falu Horvátországban Zágráb megyében. Közigazgatásilag Križhez tartozik.

## Fekvése
Zágrábtól 48 km-re délkeletre, községközpontjától  1 km-re délkeletre, az A3-as autópálya mellett  fekszik.

## Története
Novoselec 1649 és 1654 között keletkezett. Amint arra a neve is utal új telepesek alapították. Első írásos említése 1654-ben történt "Novozelczy" alakban.
Ezen a  néven szerepel az egyházi vizitációkban is egészen a 18. század elejéig. 1704-ben említik először "Novoszelecz" néven. A településen 1654-ben csak nyolc ház állt. A lakosság száma 1732-ig növekvő tendenciát mutat, majd fokozatosan csökken. 1825-ben 24 háztartás volt a településen 397 lakossal, de 1857-ben már csak 286 lakost számláltak. A katonai igazgatás idején Novoselecen ulánusokat szállásoltak el, akik dzsidával felfegyverzett lovasok voltak. Akkoriban granicsároknak nevezték őket. 1871 a katonai közigazgatás megszüntetése után a települést Belovár-Kőrös vármegyéhez csatolták. 1896-ban megindult a vasúti közlekedés a Dugo Selo–Novska vasútvonalon, mely a gazdasági fejlődésre nagy hatással volt.
Novoselecnek 1910-ben 385 lakosa volt. Trianon előtt Belovár-Kőrös vármegye Križi járásához tartozott. 1920-ban megalapították legnagyobb ipari üzemét a "Našička" fakombinátot, 1929-ben a fűrészüzem is megkezdte működését. A gyár léte jótékony hatással volt a kulturális fejlődésre is. 1929-ben megalapították a "Sloga" sportegyesületet, 1935-ben megalakult a munkás olvasókör. 1944. szeptember 23-án hét repülőgép összesen 33 bombát dobott az üzemi épületekre. 1945. áprilisáig ezt még három bombatámadás követte, melyek további súlyos károkat okoztak. A második világháborút követően Novoselec gyors fejlődésnek indult. 1945-ben megnyílt a település iskolája, 1948-ban a kultúrház, 1949-ben pedig a postahivatal is. A gyár is tovább fejlődött. 1955-ben felépült a faárucikkeket gyártó üzem, 1960-ban a parkettaüzem, 1977-ben pedig a bútorüzem. 
A településnek 2001-ben 1520 lakosa volt.

## Lakosság
| Lakosság változása | Lakosság változása | Lakosság változása | Lakosság változása | Lakosság változása | Lakosság változása | Lakosság változása | Lakosság változása | Lakosság változása | Lakosság változása | Lakosság változása | Lakosság változása | Lakosság változása | Lakosság változása | Lakosság változása |
| ------------------ | ------------------ | ------------------ | ------------------ | ------------------ | ------------------ | ------------------ | ------------------ | ------------------ | ------------------ | ------------------ | ------------------ | ------------------ | ------------------ | ------------------ |
| 1857               | 1869               | 1880               | 1890               | 1900               | 1910               | 1921               | 1931               | 1948               | 1953               | 1961               | 1971               | 1981               | 1991               | 2001               |
| 286                | 242                | 287                | 281                | 458                | 385                | 396                | 813                | 1055               | 1239               | 1377               | 1387               | 1445               | 1595               | 1520               |

## Nevezetességei
Szent Vid tiszteletére szentelt temploma. Az egyházi vizitáció már 1701-ben említ itt egy tölgyfából épített kápolnát. Mijo Kolarić plébános a 19. század elején már egy falazott kápolnát említ a településen. Az épület egyhajós épület lekerekített szentéllyel. A főoltár a 19. században készült, két a fiatal Szent Vid életéből vett jelenetet ábrázol. A kápolnát 1868-ban restaurálták, 1886-ban átalakították. 1862-ben kapott új harangot és három oltárát is ekkor újította meg Alojz Kometer csázmai aranyműves. 1993-94-ben az épület összes nyílászáróját felújították, tetőfedését kicserélték.